# ایلیا رپین
ایلیا یفیموویچ رپین (به روسی: Илья́ Ефи́мович Ре́пин); (به اوکراینی: Ілля Юхимович Рєпін)، (زاده ۵ اوت [سبک قدیمی: ۲۴ ژوئیه] ۱۸۴۴ - درگذشته ۲۹ سپتامبر ۱۹۳۰)، نقاش برجسته روسی در سبک رئالیسم بود که از او آثار جالب توجهی به یادگار مانده است.
یکی از محبوب‌ترین تابلوهای او کرجی کشان ولگا ست.

## زندگی
او در سال ۱۸۴۴ در چوهوئیف، اوکراین در خانواده‌ای تنگدست به دنیا آمد. در نوجوانی از راه چهره‌نگاری امرار معاش می‌کرد و در ۲۰ سالگی به آکادمی سن پترزبورگ راه یافت. ایلیا یفیموویچ در ۳۰ سالگی به اروپا رفت و سه سال به مطالعهٔ آثار هنرمندان اروپایی پرداخت. در ۷۳ سالگی، پس از انقلاب روسیه، کشورش را ترک کرد و دیگر فرصت بازگشت به وطن را نیافت. رپین در سال ۱۹۳۰ در غربت درگذشت. وی در سال ۱۸۸۷ پرتره ای از چهرهٔ خود کشید.

## نگارخانه

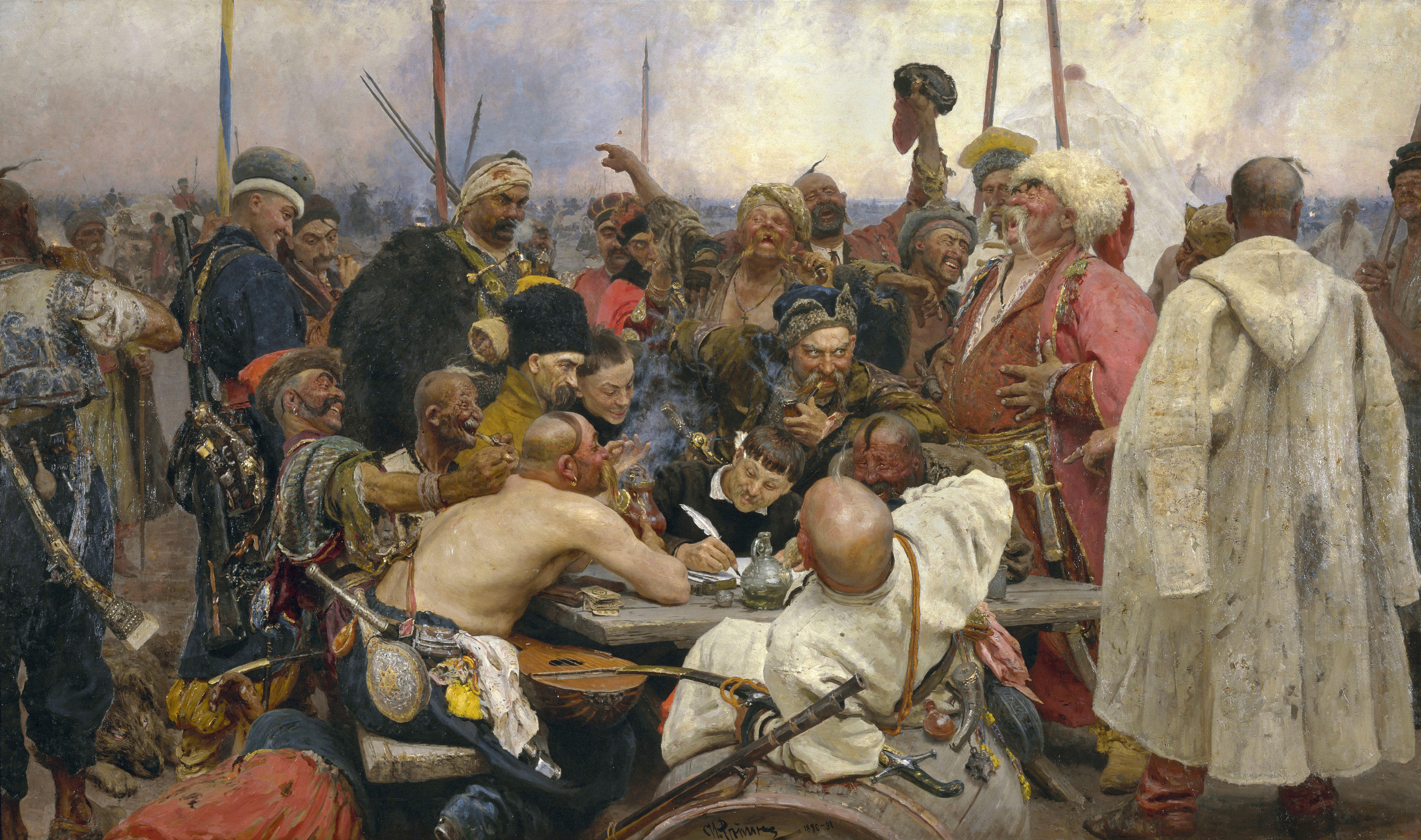
پاسخ کازاک‌های زاپاروژی به محمد چهارم سلطان عثمانی
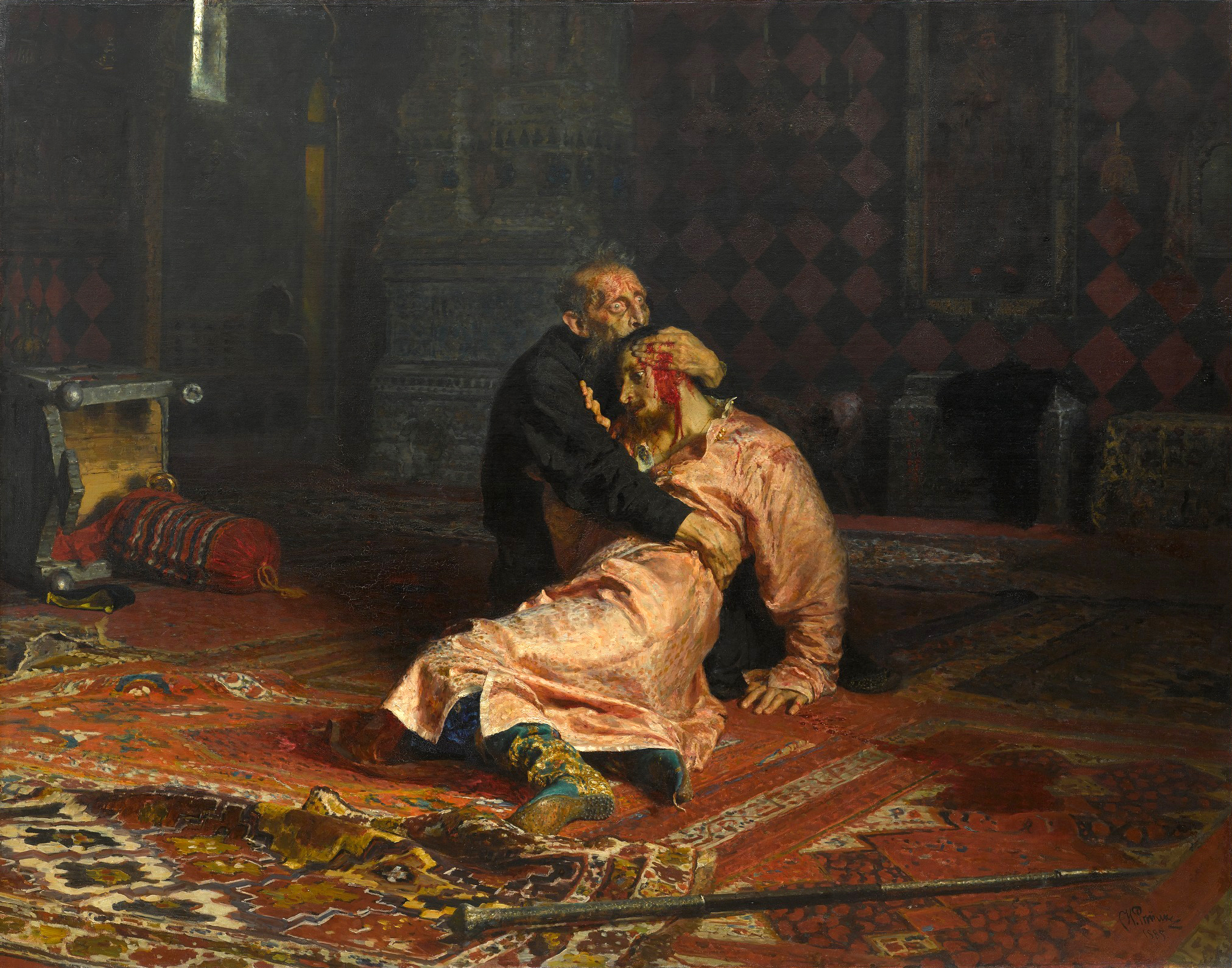
ایوان چهارم روسیه و پسرش ایوان در روز جمعه ۱۶ نوامبر ۱۵۸۱، ۱۸۷۰–۱۸۷۳ (نگارخانه ترتیاکوف، مسکو)
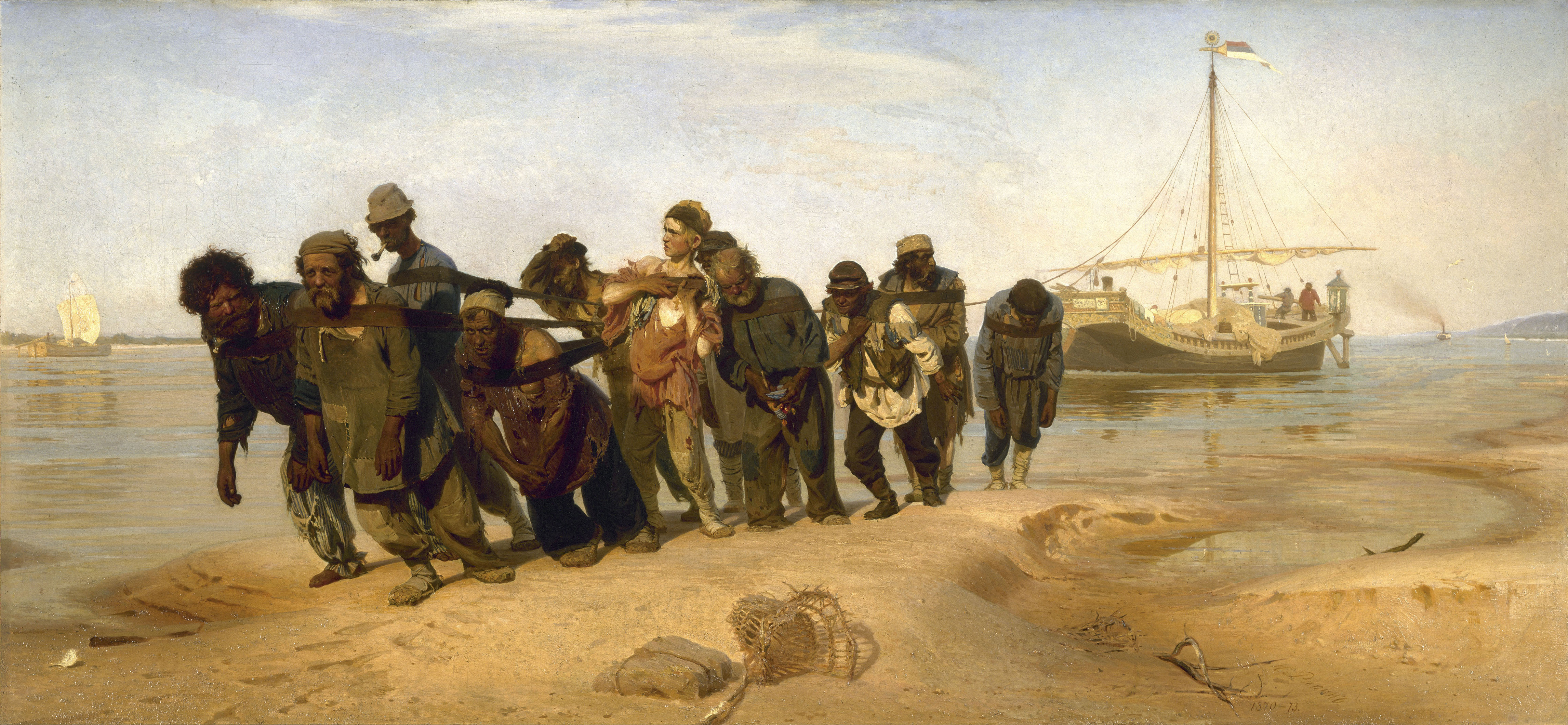
کرجی‌کشان ولگا (۱۸۷۰-۱۸۷۳)
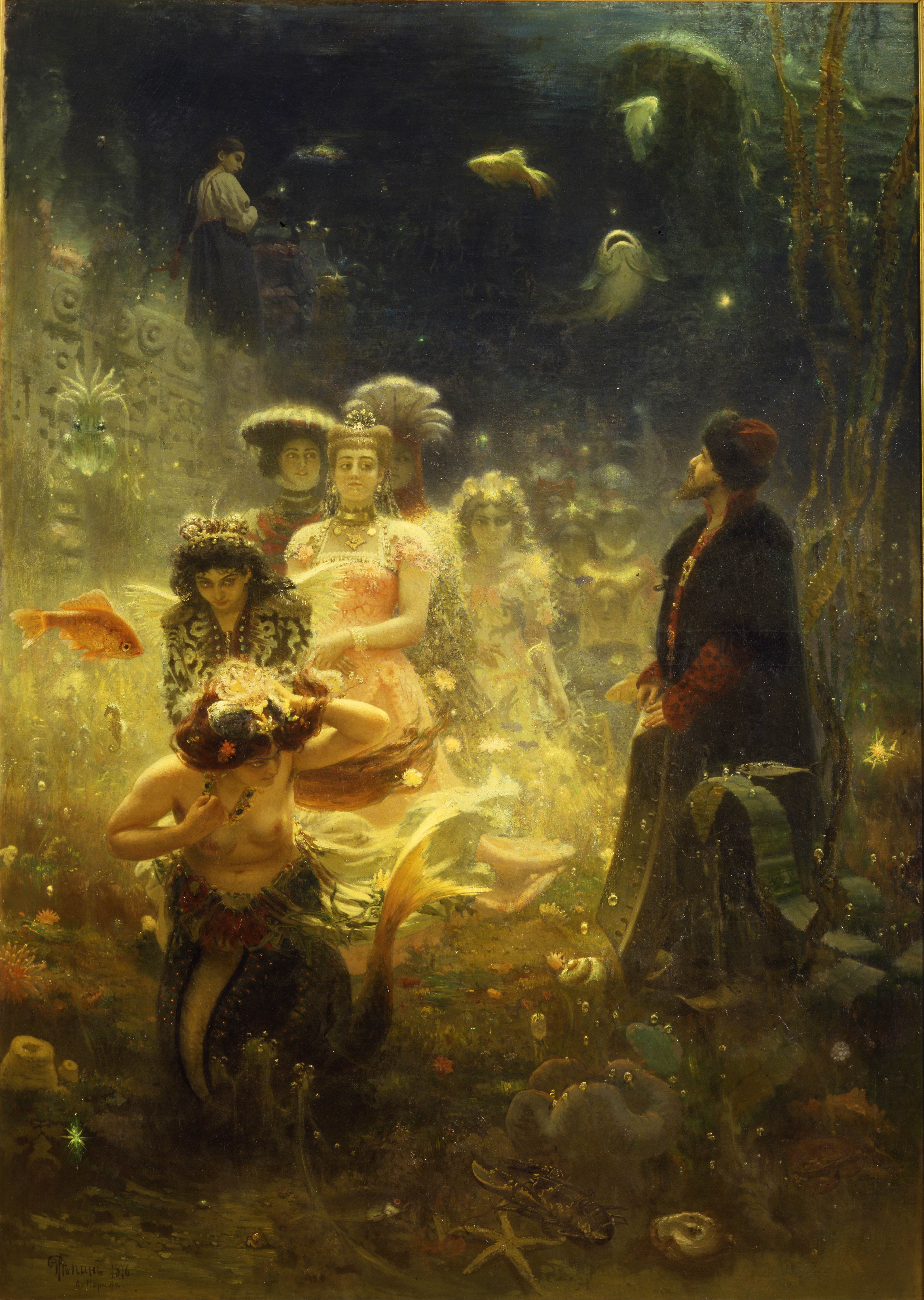
سادکو in the Underwater Kingdom (موزه دولتی روسیه)
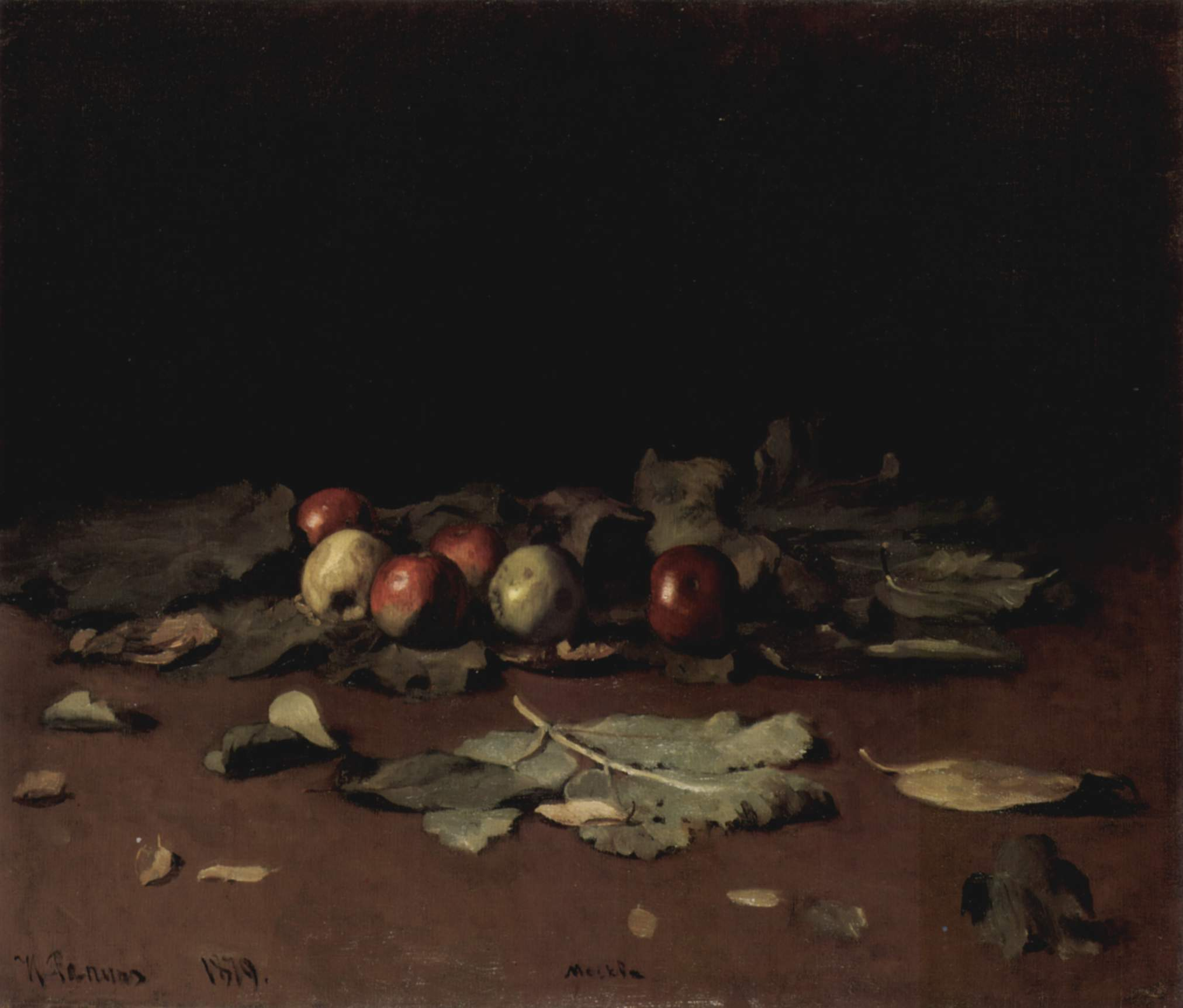
سیبها و برگها، ۱۸۷۹ (موزه دولتی روسیه)
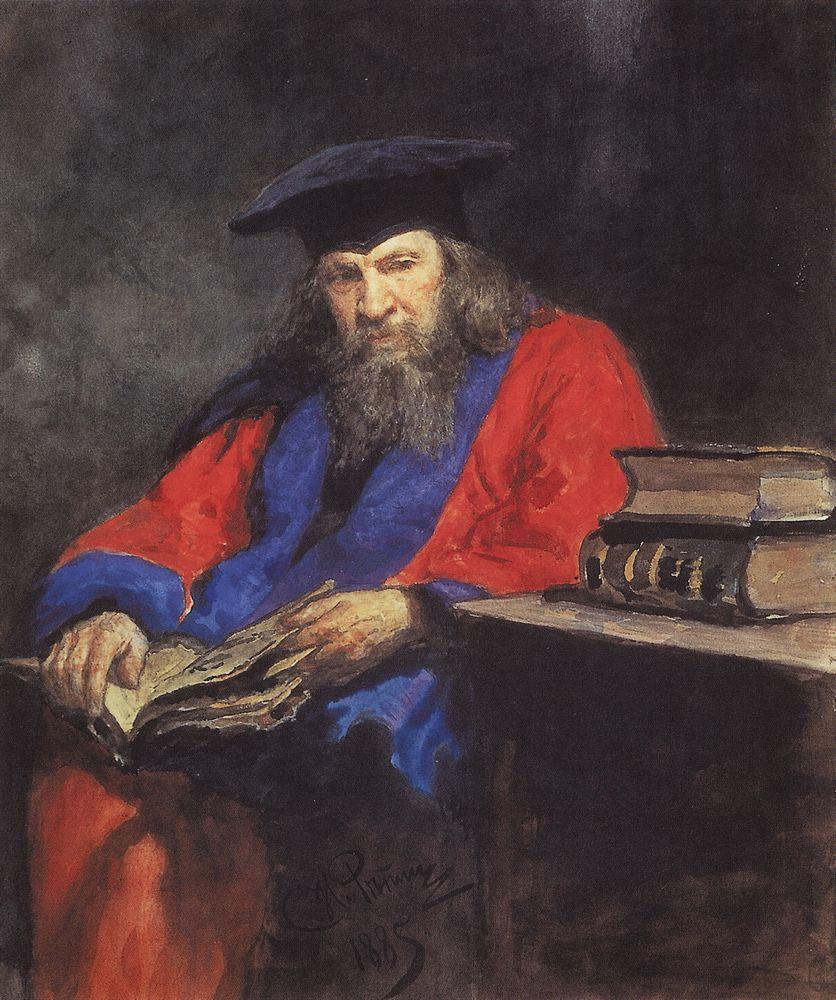
پرتره دمیتری مندلیف که ردای استادی دانشگاه ادینبورگ را پوشیده
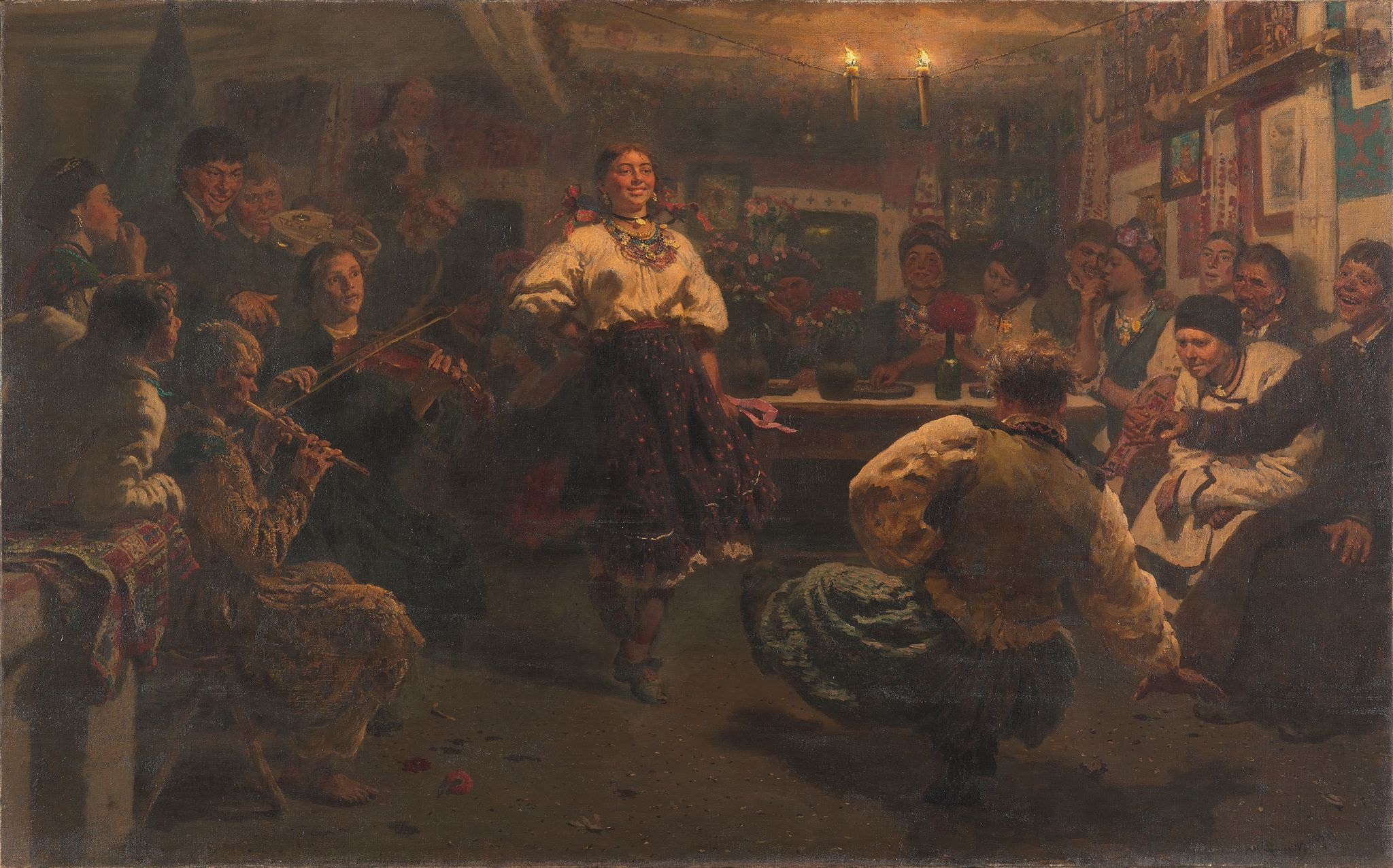
مهمانی ۱۸۸۳
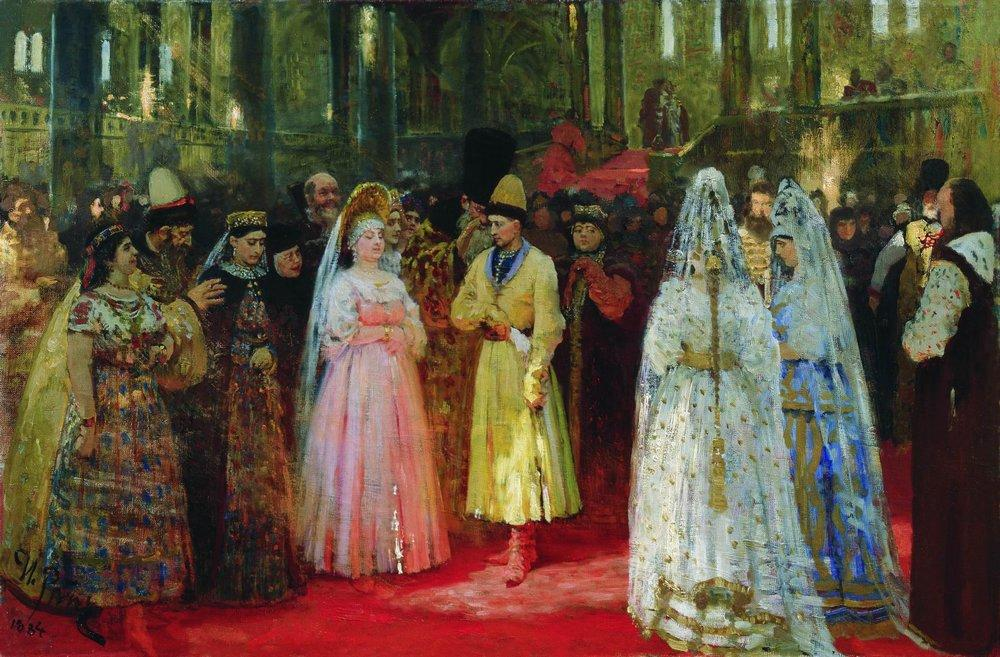
دوک اعظم عروسش را برمی‌گزیند ۱۸۸۵
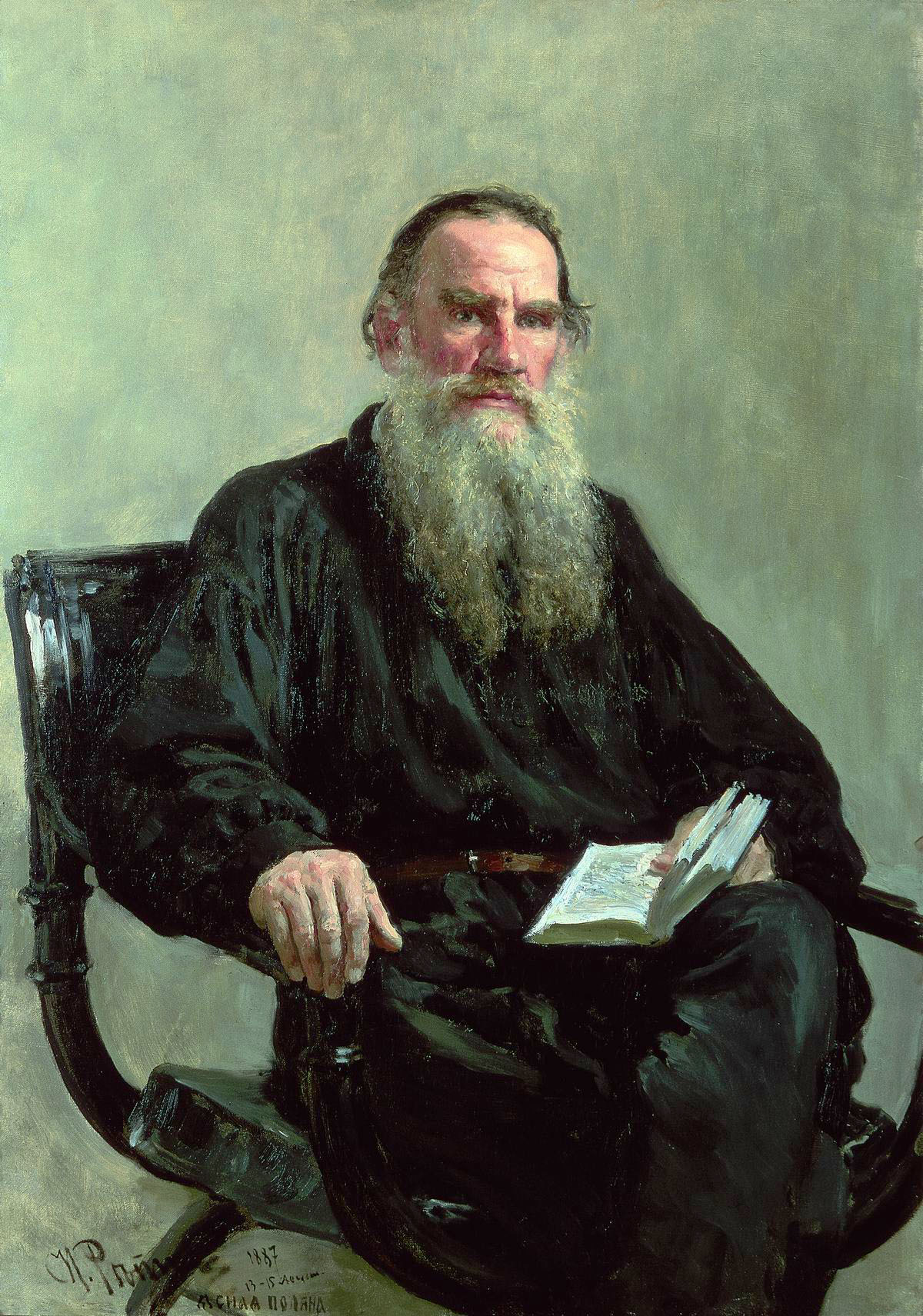
پرتره لئو تولستوی ۱۸۸۷
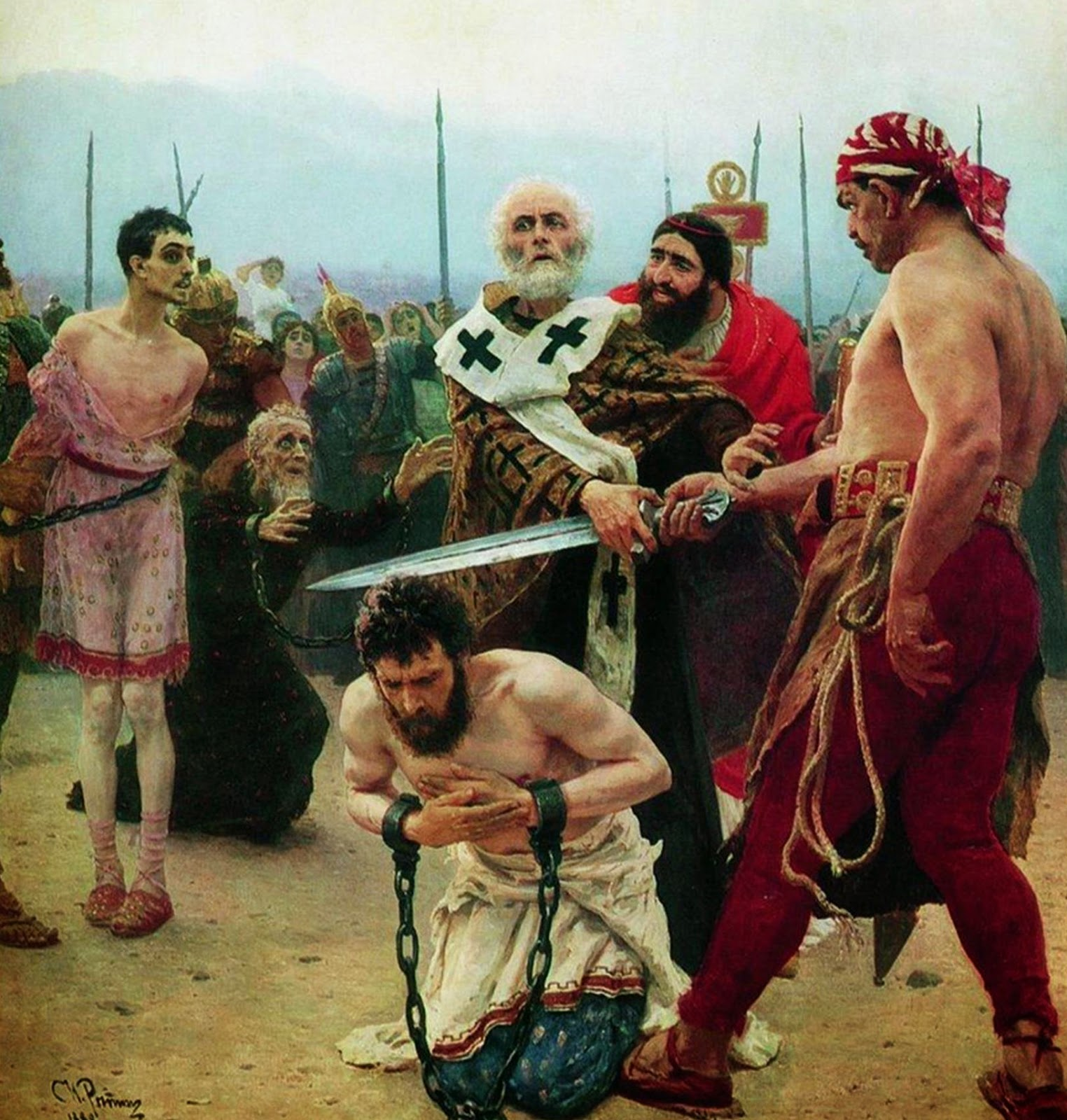
نیکلاس قدیس اهل میرا در لیکیه ۱۸۸۹
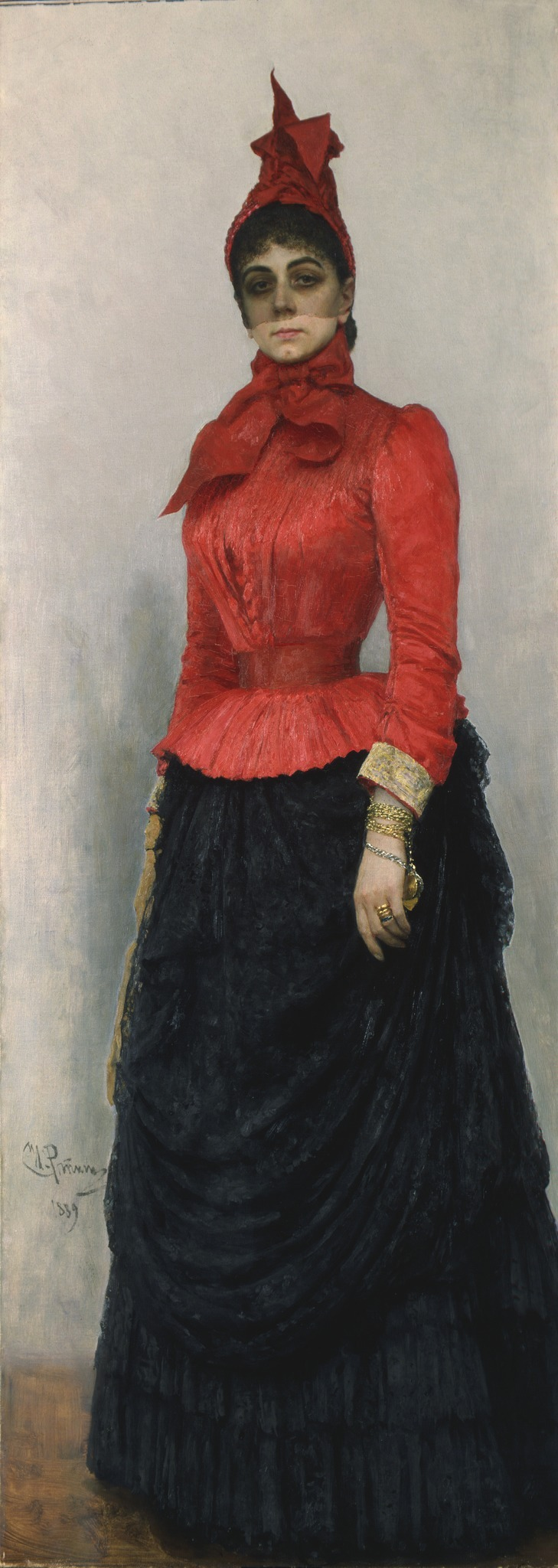
پرتره بارونس Varvara Ivanovna Ikskul von Hildenbandt ۱۸۸۹ (نگارخانه Tretyakov)
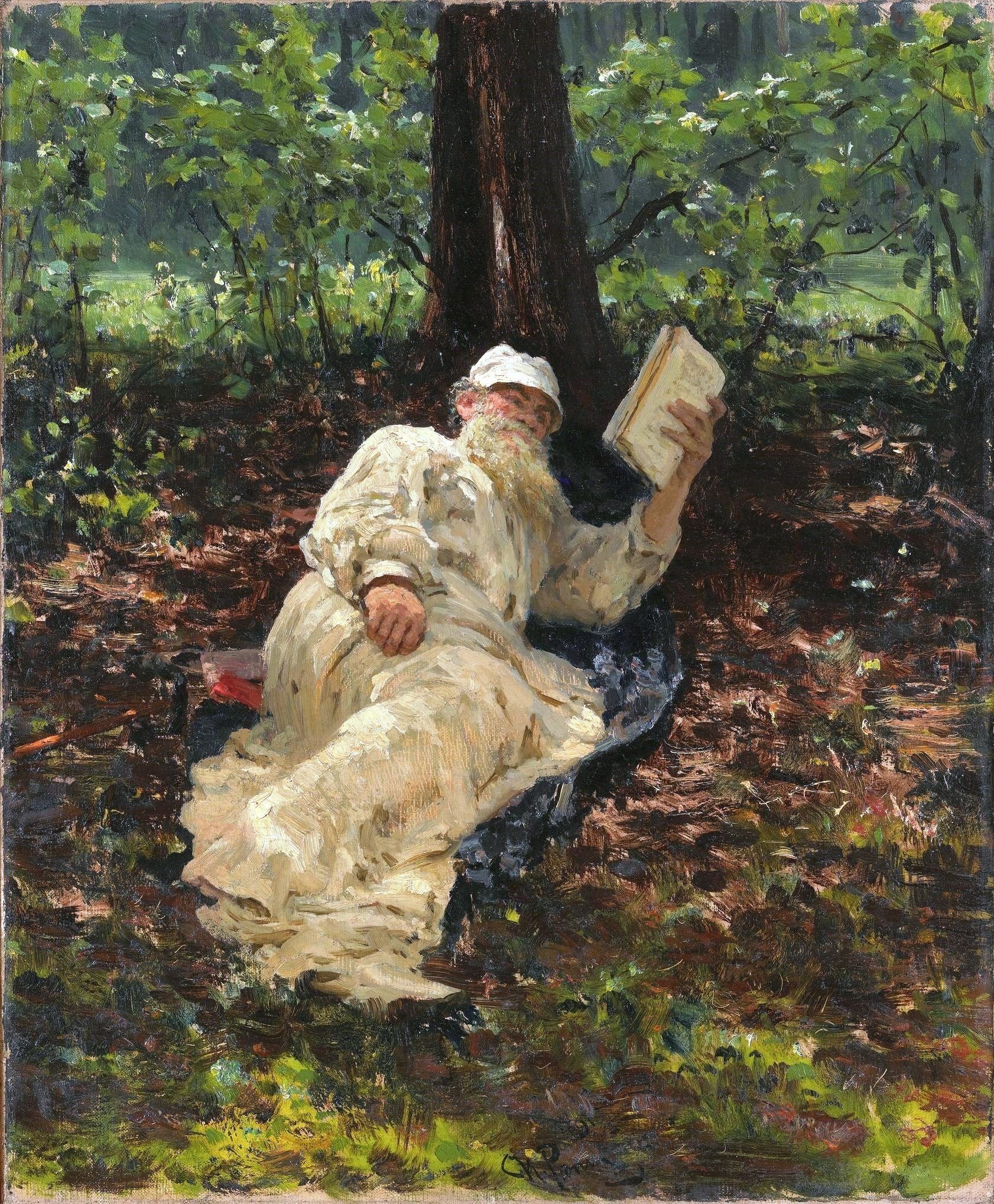
پرتره لئو تولستوی ۱۸۹۳
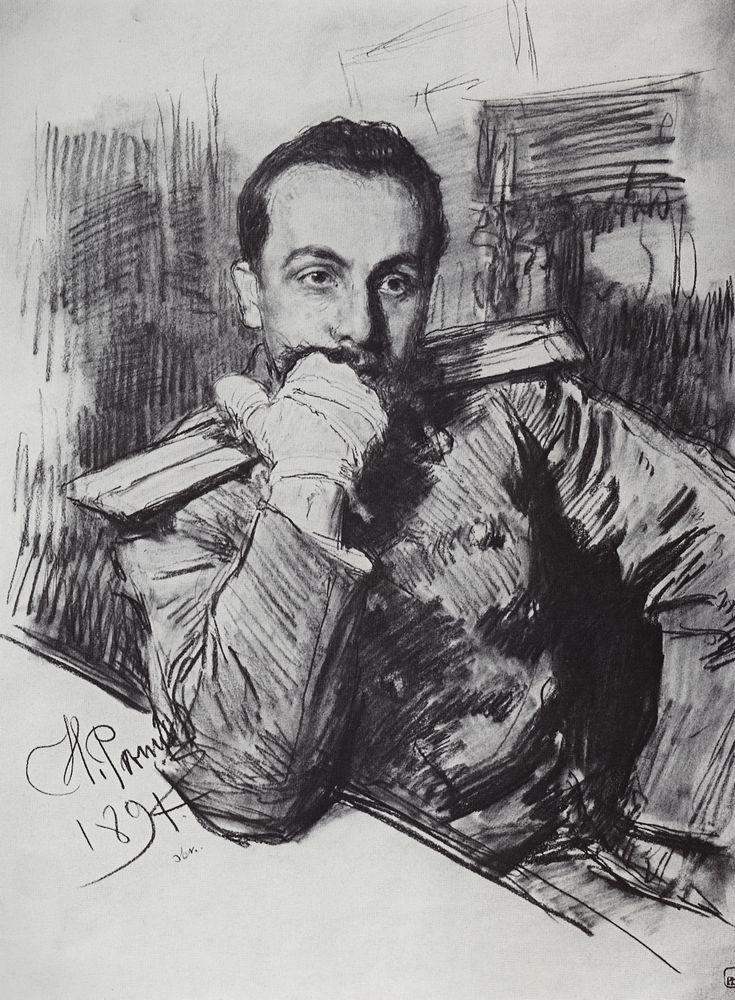
پرتره نویسنده آلکساندر ژیرکویچ ۱۸۹۴
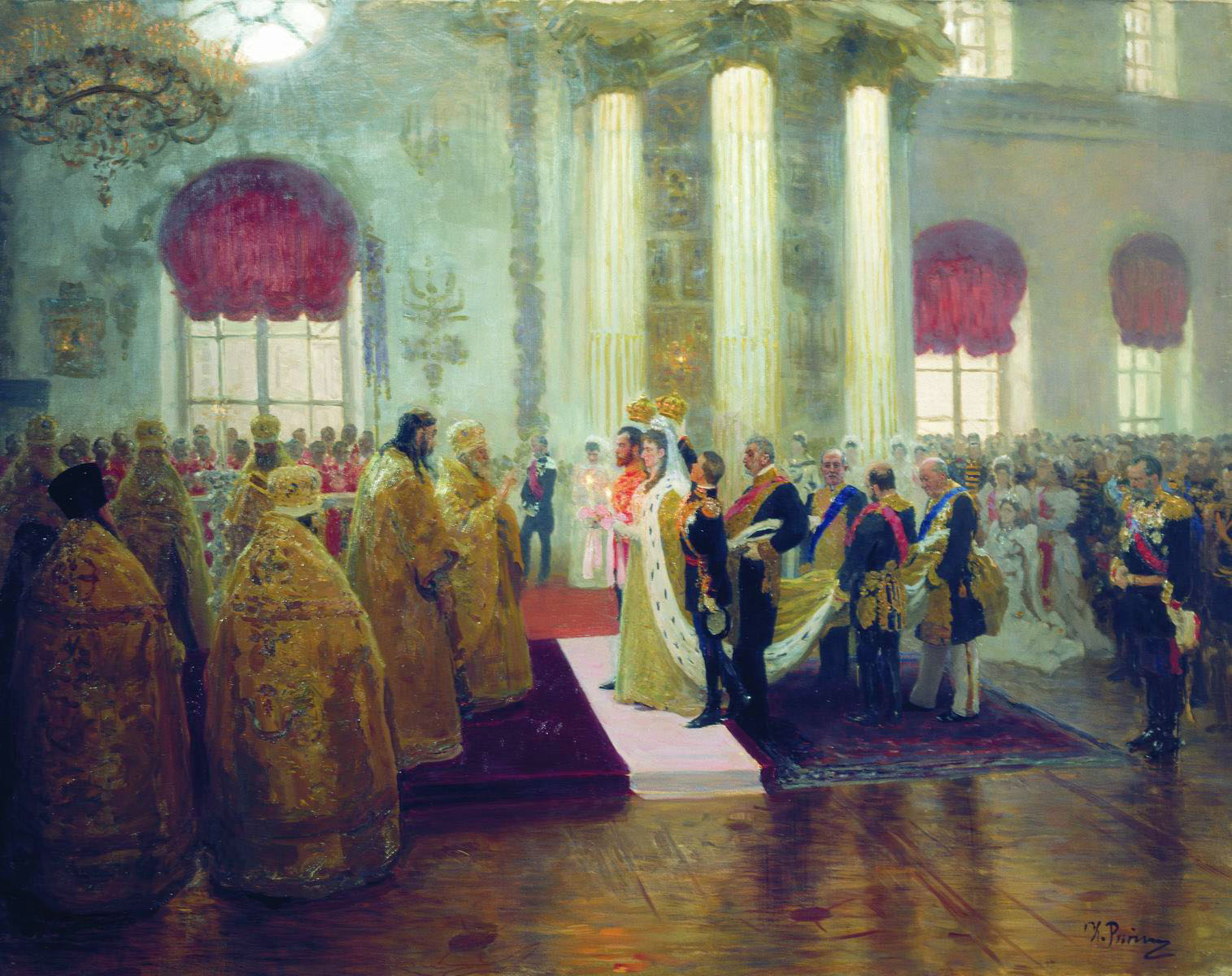
عروسی نیکلای دوم و آلکساندرا فیودوروفنا، ۱۸۹۴
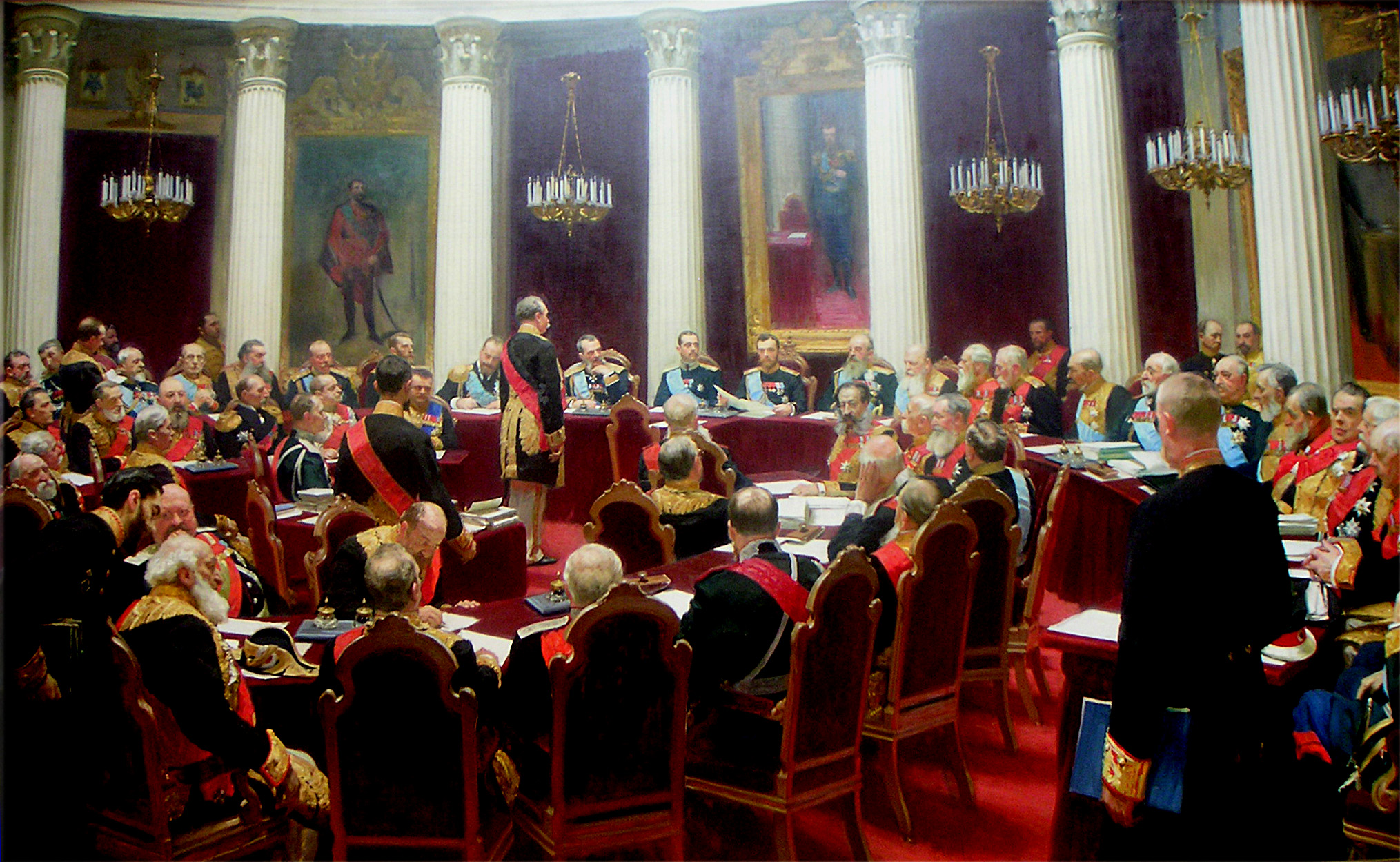
جلسه تشریفاتی شورای دولتی ۷ می ۱۹۰۱ به مناسبت صدمین سال تاسیسش (۱۹۰۳)
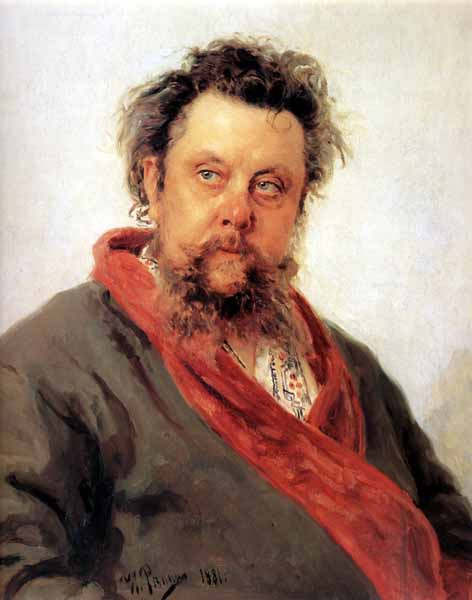
آهنگساز مودست موسورگسکی
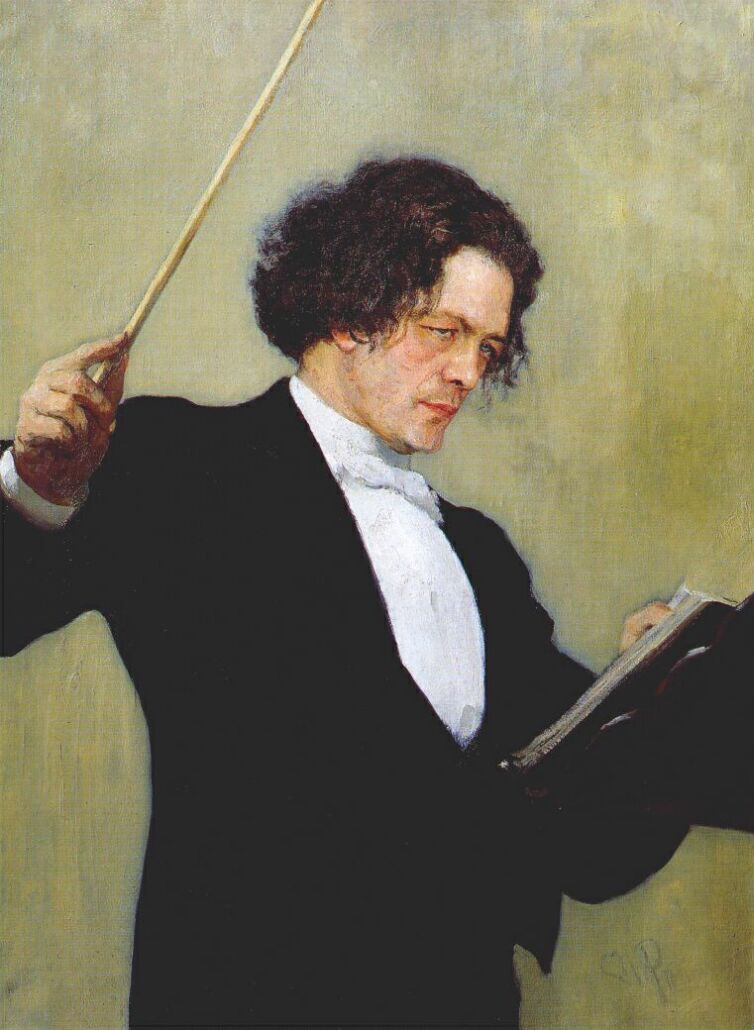
آنتون روبینشتاین
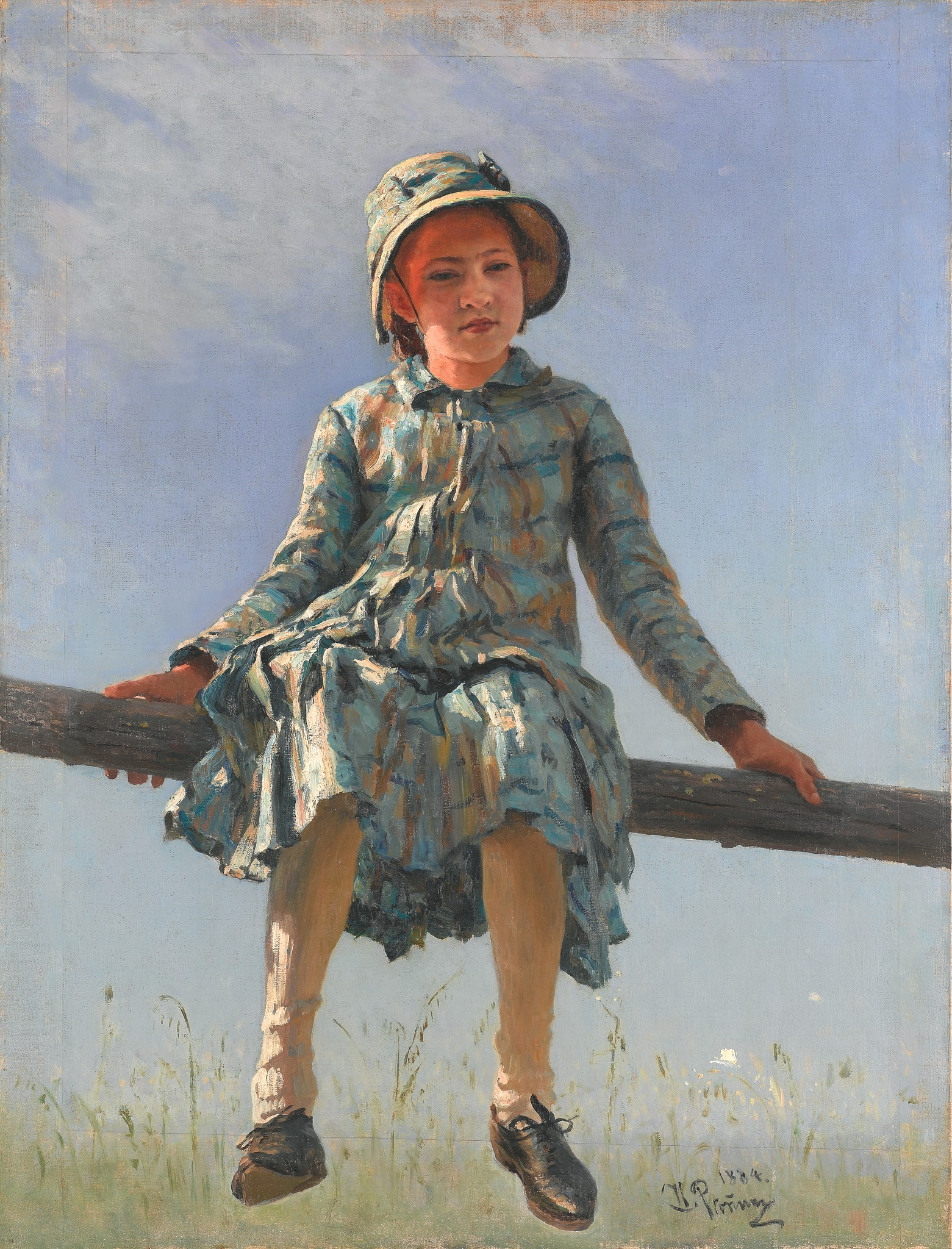
دختر نقاش
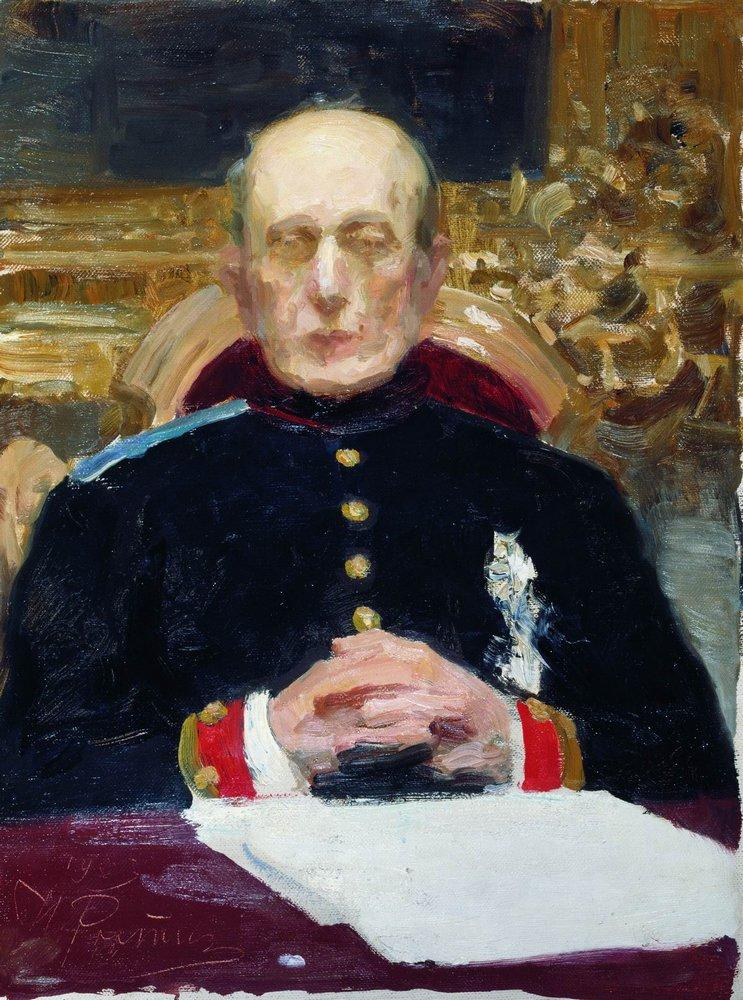
Konstantin Pobedonostsev (طرح)
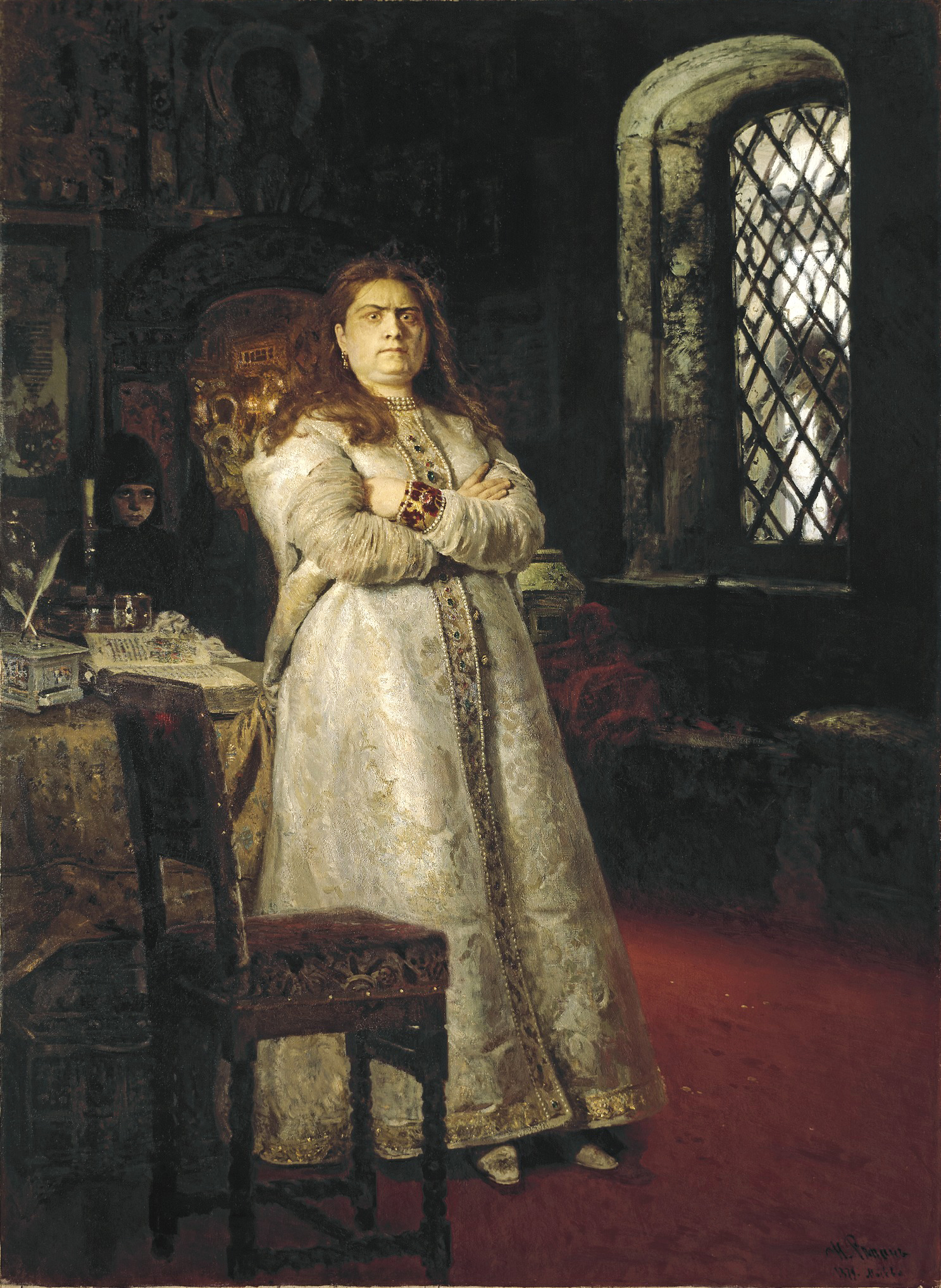
Sophia Alekseyevna of Russia
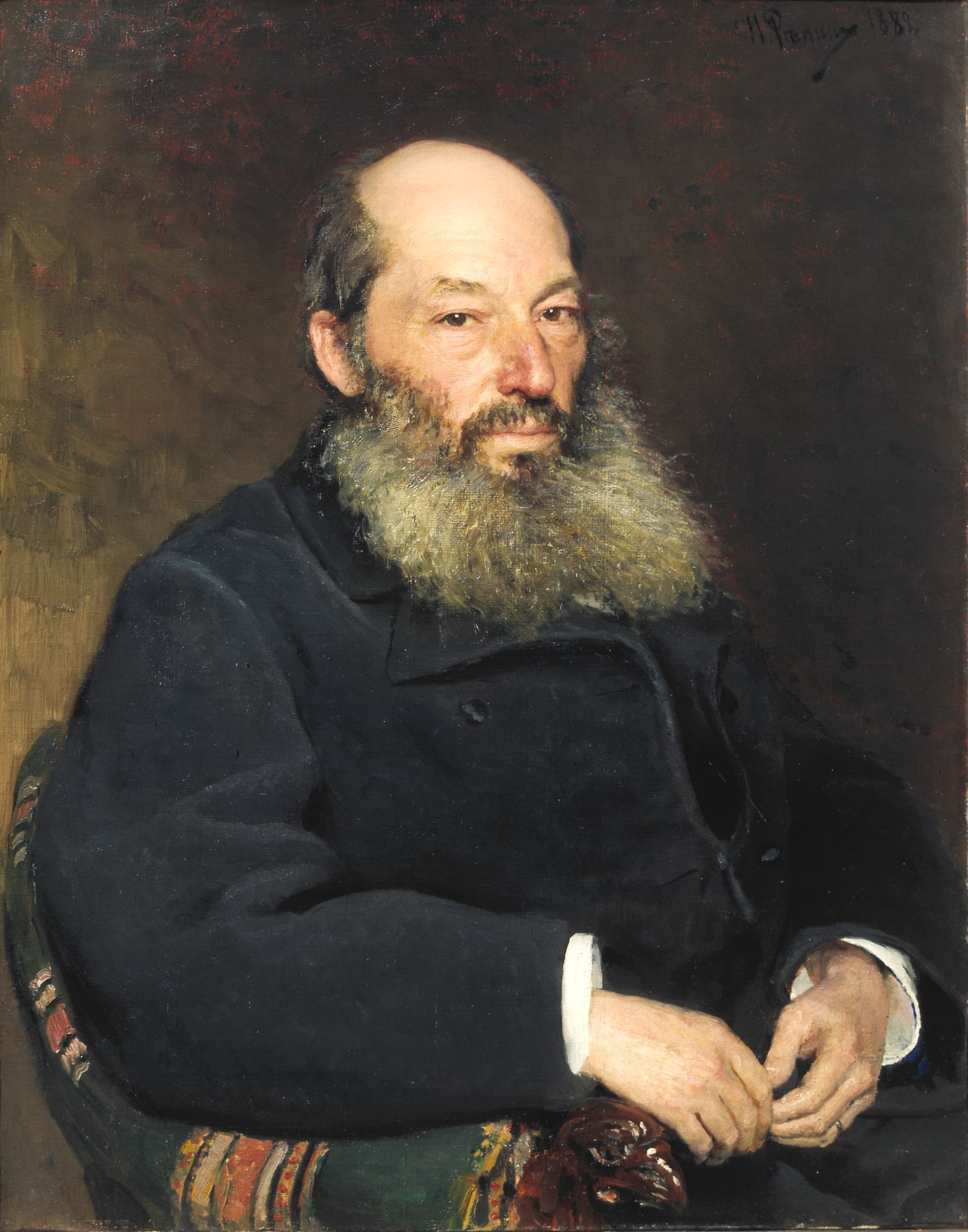
Afanasy Fet
ولادیمیر ستاسوف
Pavel Tretyakov
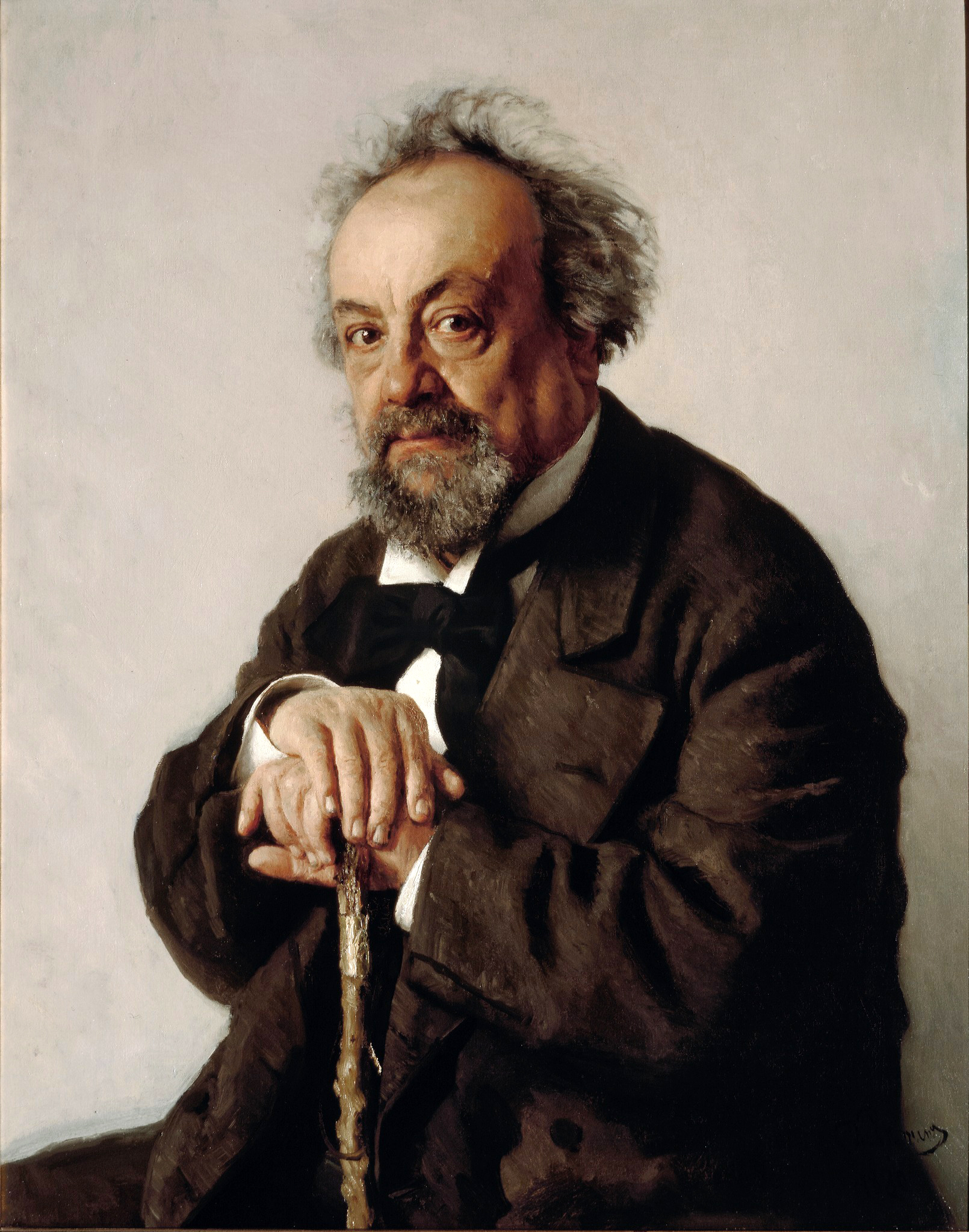
آلکسی پیسیمسکی
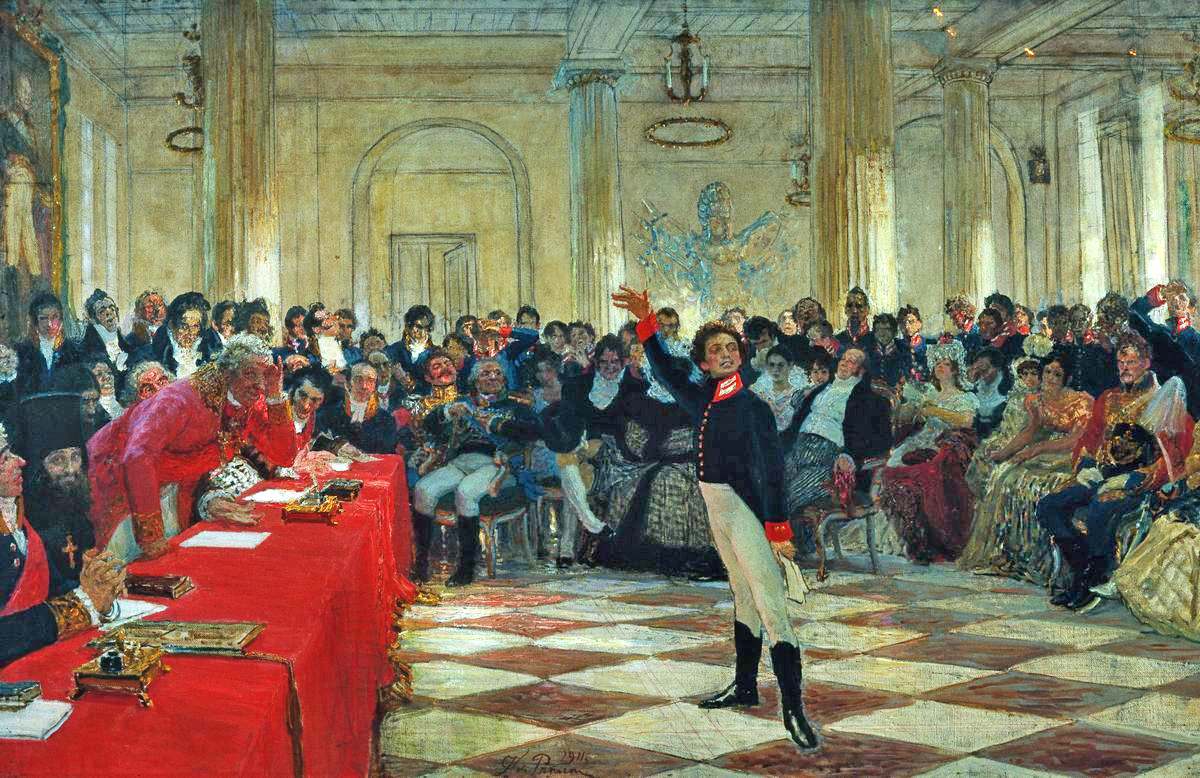
الکساندر پوشکین Reciting His Poem Before Old Derzhavin (1911)
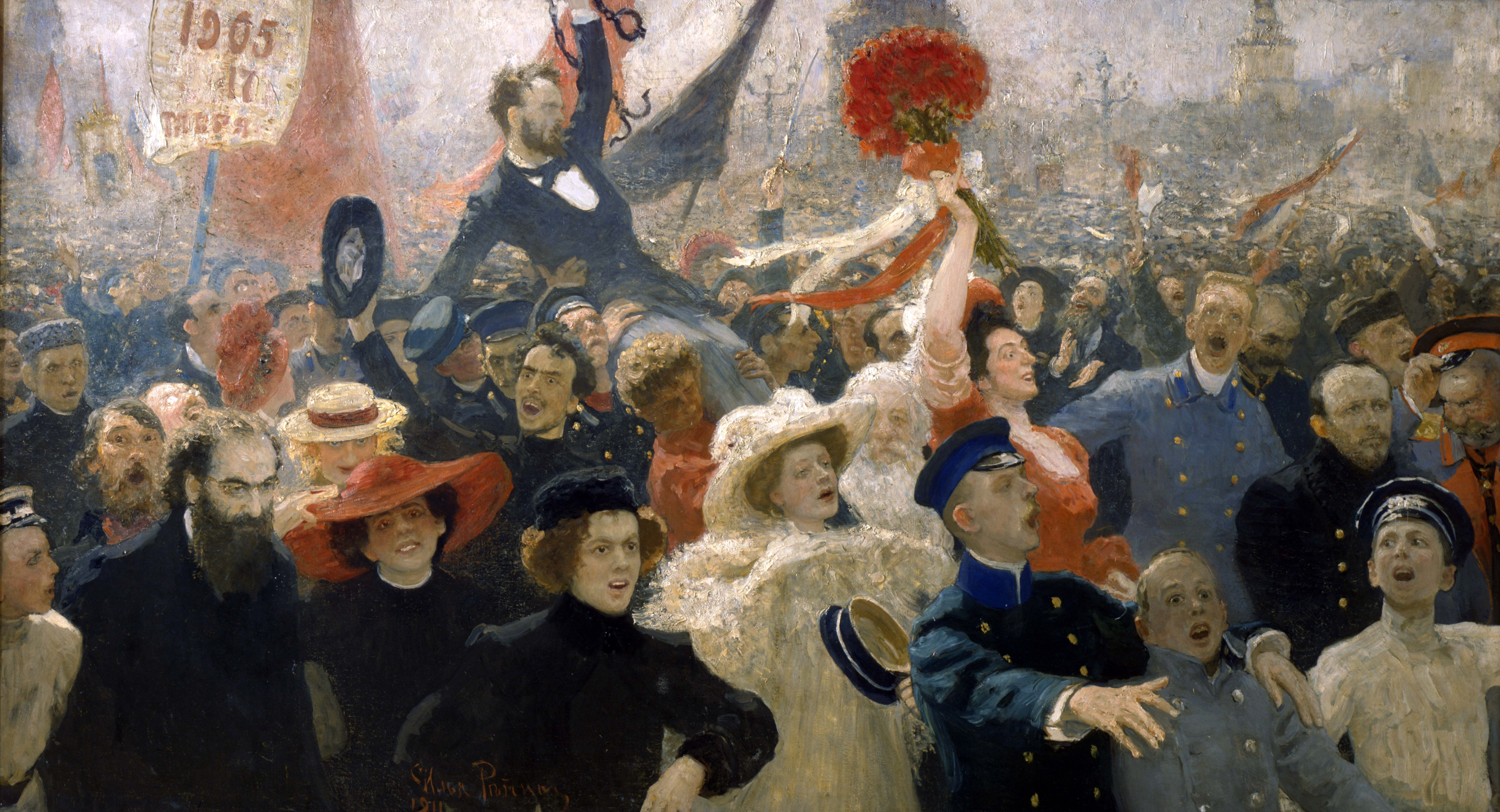
17 October 1905، ۱۹۰۶–۱۹۱۱
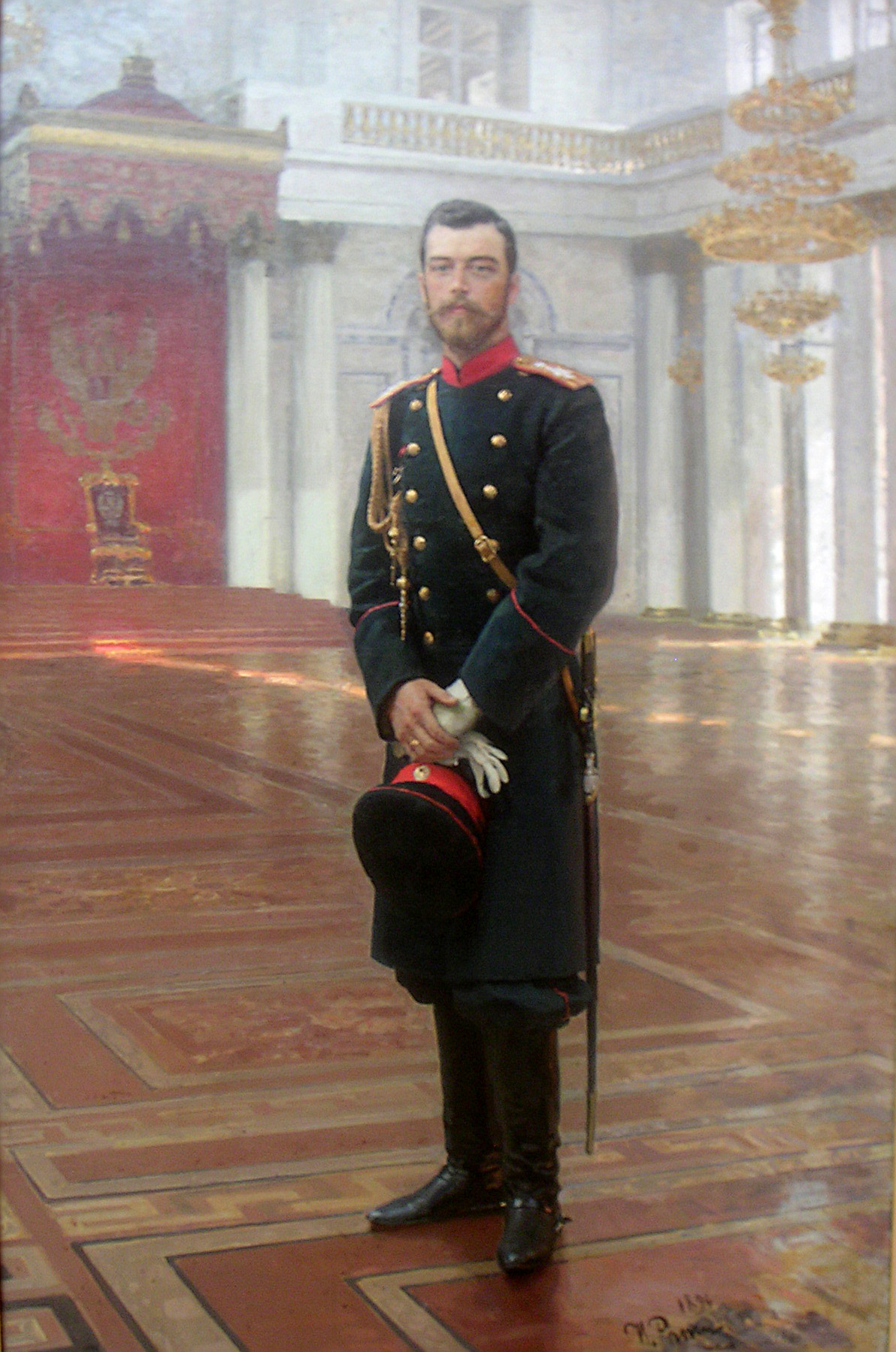
امپراتور نیکلای دوم (طرح)
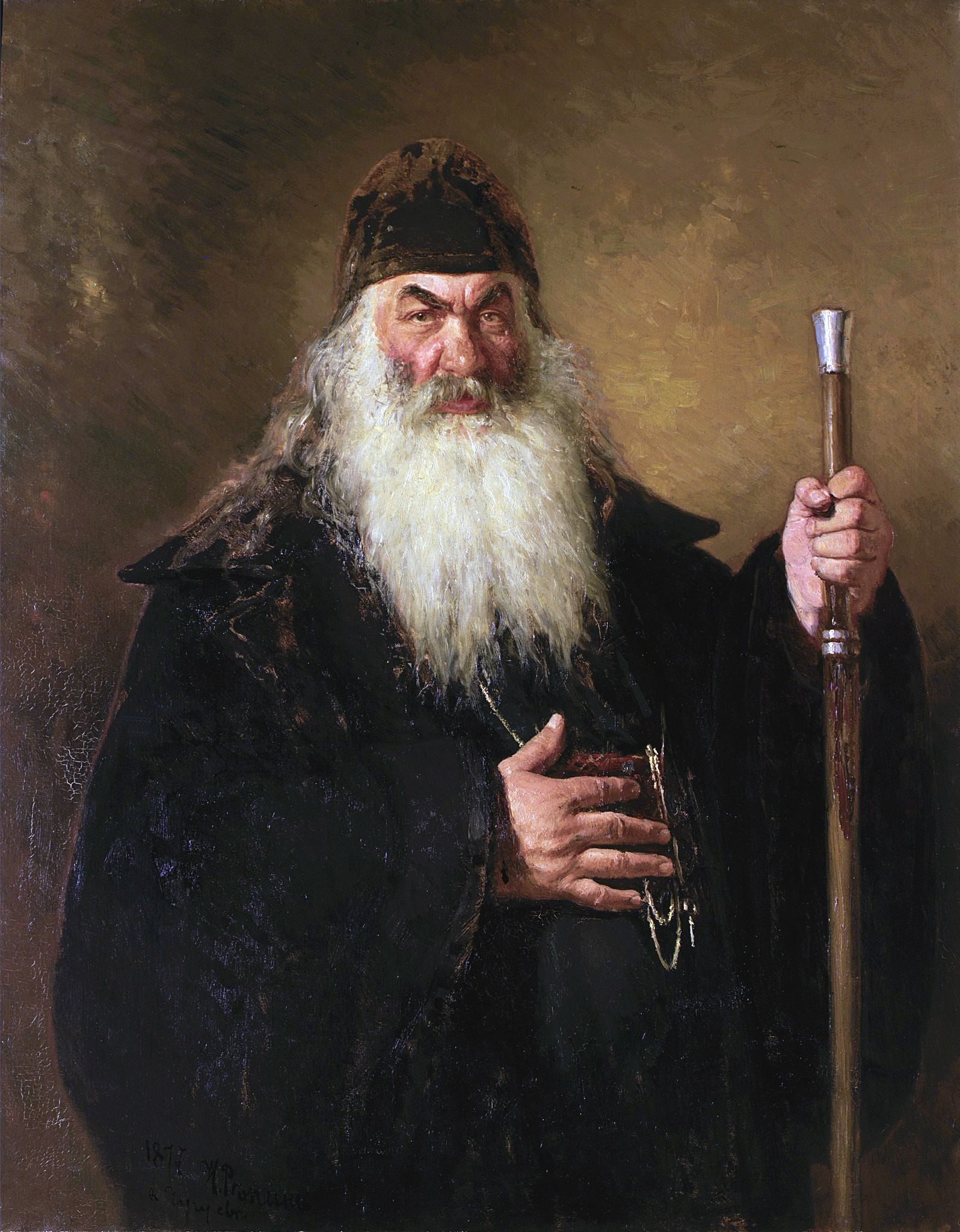
Protodeacon، ۱۸۷۷ (نگارخانه Tretyakov)
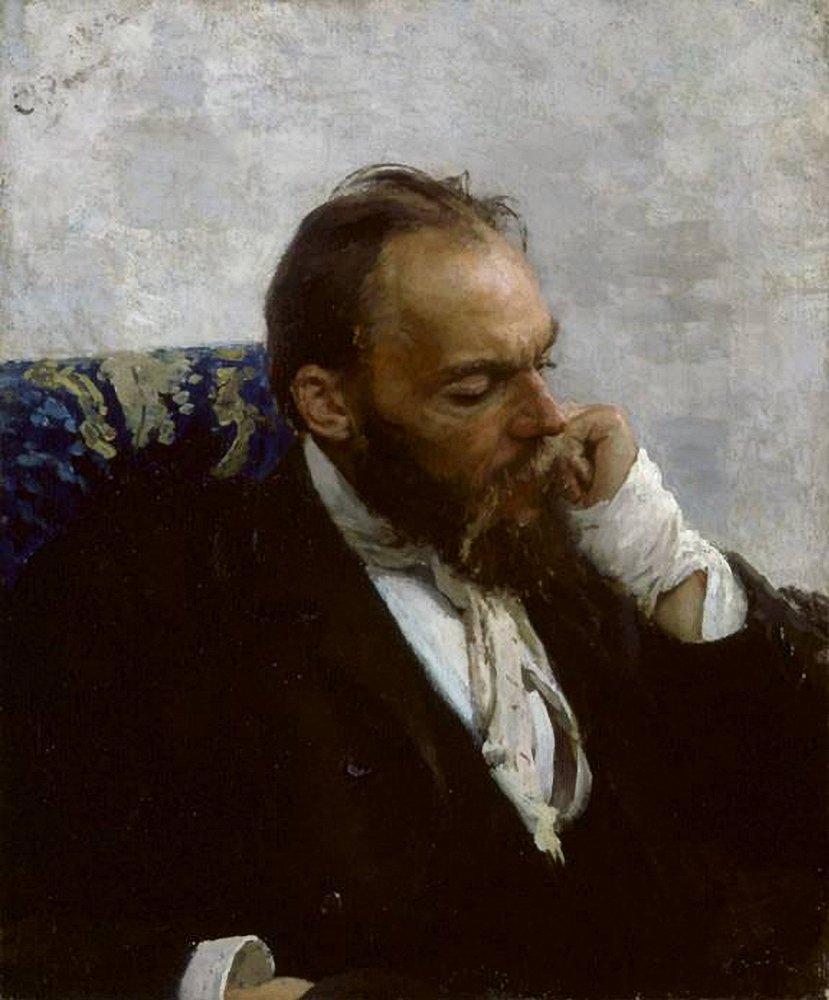
پرتره پروفسور ایوانوف، ۱۸۸۲
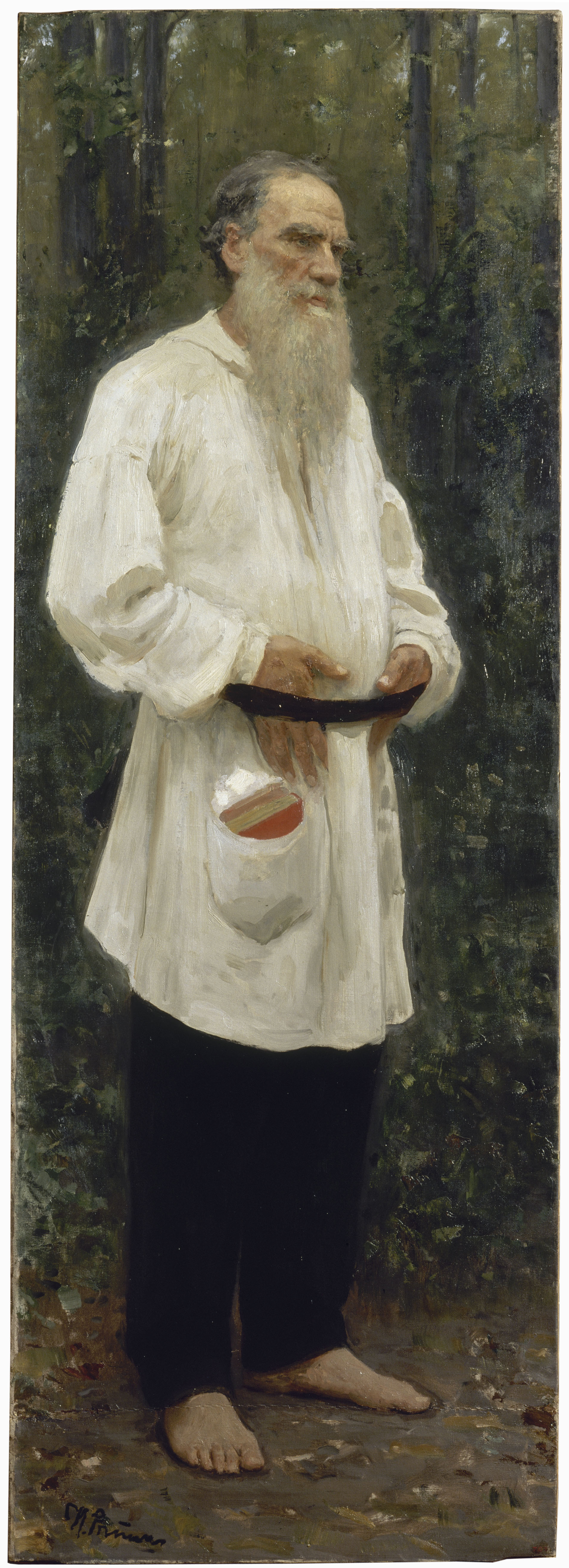
پرتره لئو تولستوی در لباس روستایی، ۱۹۰۱
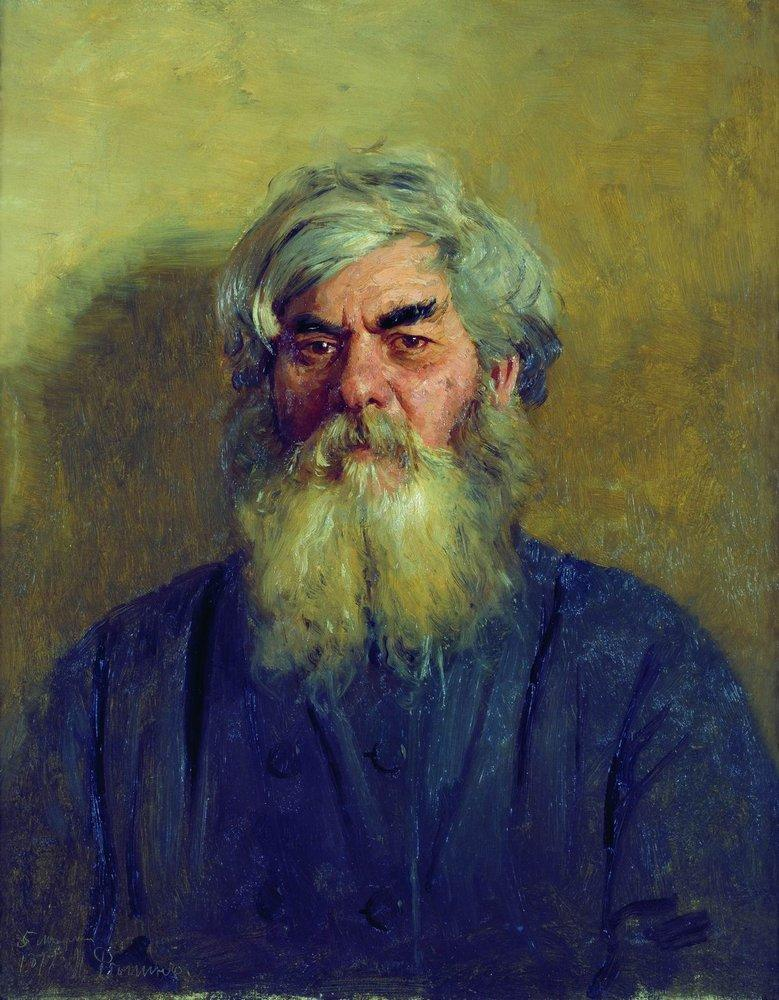
"موژیک with an evil eye" (1877), پرتره I.F. Radov، پدرخوانده هنرمند.
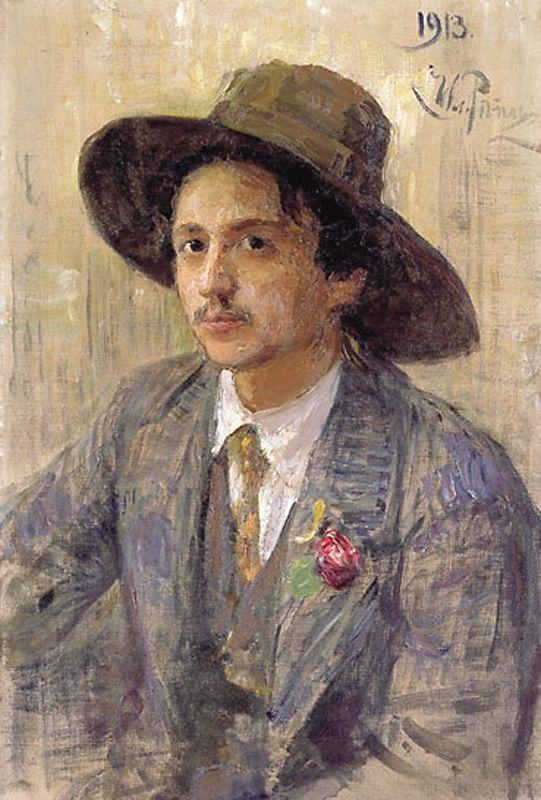
پرتره Isaak Brodsky